# Teemu Hartikainen
Teemu Hartikainen (Kuopio, 3 de maio de 1990) é um jogador de hóquei no gelo finlandês. Atualmente joga pelo Salavat Yulaev Ufa da Kontinental Hockey League (KHL).
Em nove jogos com a equipe KalPa sub-18 em 2006-07, o ala somou cinco gols e 11 pontos, somando mais três pontos (2g+1a) em 11 jogos com a equipe sub-20. Hartikainen foi selecionado em 163º no geral pelo Edmonton Oilers no Draft de 2008 da National Hockey League. Em 2008-09, o ala finlandês continuou sua carreira no hóquei dentro do sistema KalPa, aparecendo em sua primeira temporada completa com as equipes SM-Liiga. Nos Jogos Olímpicos de Inverno de 2022 em Pequim, conquistou a medalha de ouro no torneio masculino.